# Темосон (муниципалитет)
Темосо́н (исп. Temozón) — муниципалитет в Мексике, штат Юкатан, с административным центром в одноимённом посёлке. Численность населения, по данным переписи 2010 года, составила 14 801 человек.

## Общие сведения
Название Temozón c майяйского языка можно перевести как: место вихрей.
Площадь муниципалитета равна 707 км², что составляет 1,77 % от площади штата, а максимальная высота равна 30 метрам над уровнем моря.
Он граничит с другими муниципалитетами Юкатана: на севере с Калотмулем и Тисимином, на востоке с Чемашем, на юге с Вальядолидом, и на западе с Эспитой.

## Учреждение и состав
Муниципалитет был образован в 1915 году, в его состав входит 57 населённых пунктов, самые крупные из которых:
| Код INEGI                  | Населённый пункт                                                                | Численность населения (2005 год) | Численность населения (2010 год) |
| -------------------------- | ------------------------------------------------------------------------------- | -------------------------------- | -------------------------------- |
| 085                        | Всего                                                                           | 14008                            | 14801                            |
| 0001                       | Темосон (исп. Temozón) 20°48′15″ с. ш. 88°12′10″ з. д. (административный центр) | 6113                             | 6553                             |
| 0021                       | Хунуку (исп. Hunukú) 20°51′06″ с. ш. 88°05′20″ з. д.                            | 2659                             | 2971                             |
| 0030                       | Набалам (исп. Nahbalam) 20°56′15″ с. ш. 88°00′30″ з. д.                         | 2205                             | 2196                             |
| 0016                       | Цальбай (исп. Dzalbay) 20°50′03″ с. ш. 88°03′10″ з. д.                          | 446                              | 552                              |
| 0285                       | Йокцонот (исп. Yokdzonot) 20°56′23″ с. ш. 87°51′35″ з. д.                       | 528                              | 490                              |
| 0057                       | Санта-Рита (исп. Santa Rita) 20°51′39″ с. ш. 88°08′48″ з. д.                    | 433                              | 458                              |
| 0002                       | Актункох (исп. Actuncoh) 20°55′00″ с. ш. 88°06′43″ з. д.                        | 375                              | 420                              |
| 0095                       | Шуч (исп. X-Uch) 20°48′15″ с. ш. 88°08′07″ з. д.                                | 278                              | 303                              |
| 0178                       | Экбалам (исп. Ekbalam) 20°53′32″ с. ш. 88°08′45″ з. д.                          | 286                              | 300                              |
| 0094                       | Штут (исп. X'tut) 20°51′53″ с. ш. 87°57′59″ з. д.                               | 275                              | 269                              |
| —                          | Прочие                                                                          | 410                              | 289                              |
| Названия на карте Генштаба |                                                                                 |                                  |                                  |

## Экономика
По статистическим данным 2000 года, работоспособное население занято по секторам экономики в следующих пропорциях:
- сельское хозяйство и скотоводство — 52,8 %;
- производство и строительство — 29,4 %;
- торговля, сферы услуг и туризма — 17,2 %;
- безработные — 0,6 %.

## Инфраструктура
По статистическим данным 2010 года, инфраструктура развита следующим образом:
- протяжённость дорог: 237,8 км;
- электрификация: 94,8 %;
- водоснабжение: 97,2 %;
- водоотведение: 61,2 %.

## Достопримечательности
В муниципалитете можно посетить различные достопримечательности:
Архитектурные: церковь Святого Романа, построенная в XVIII веке. Церковь Святого Антония и здание администрации XIX века.
Археологические: древний город цивилизации майя — Эк-Балам.

## Фотографии

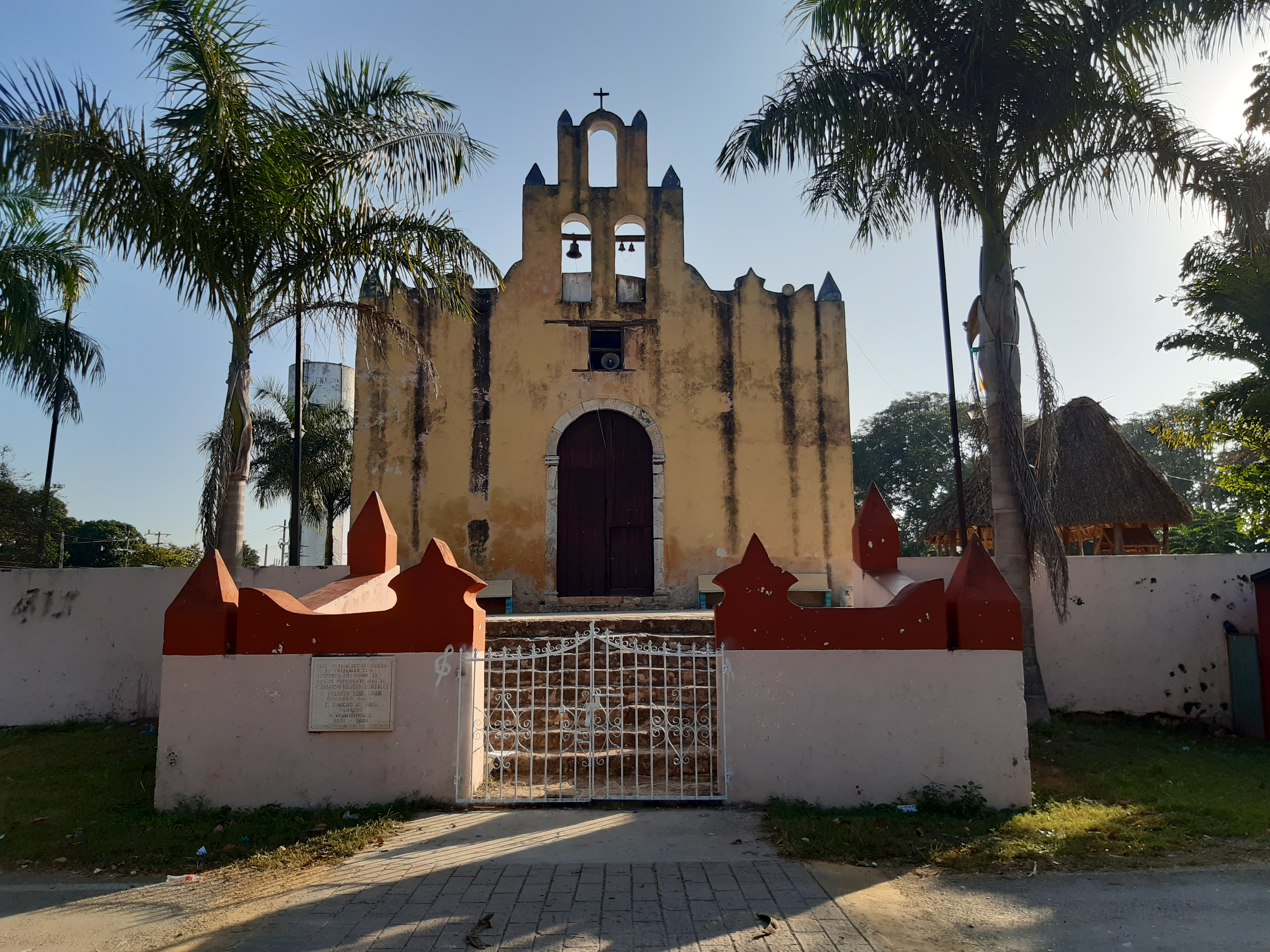
Церковь в Хунуку
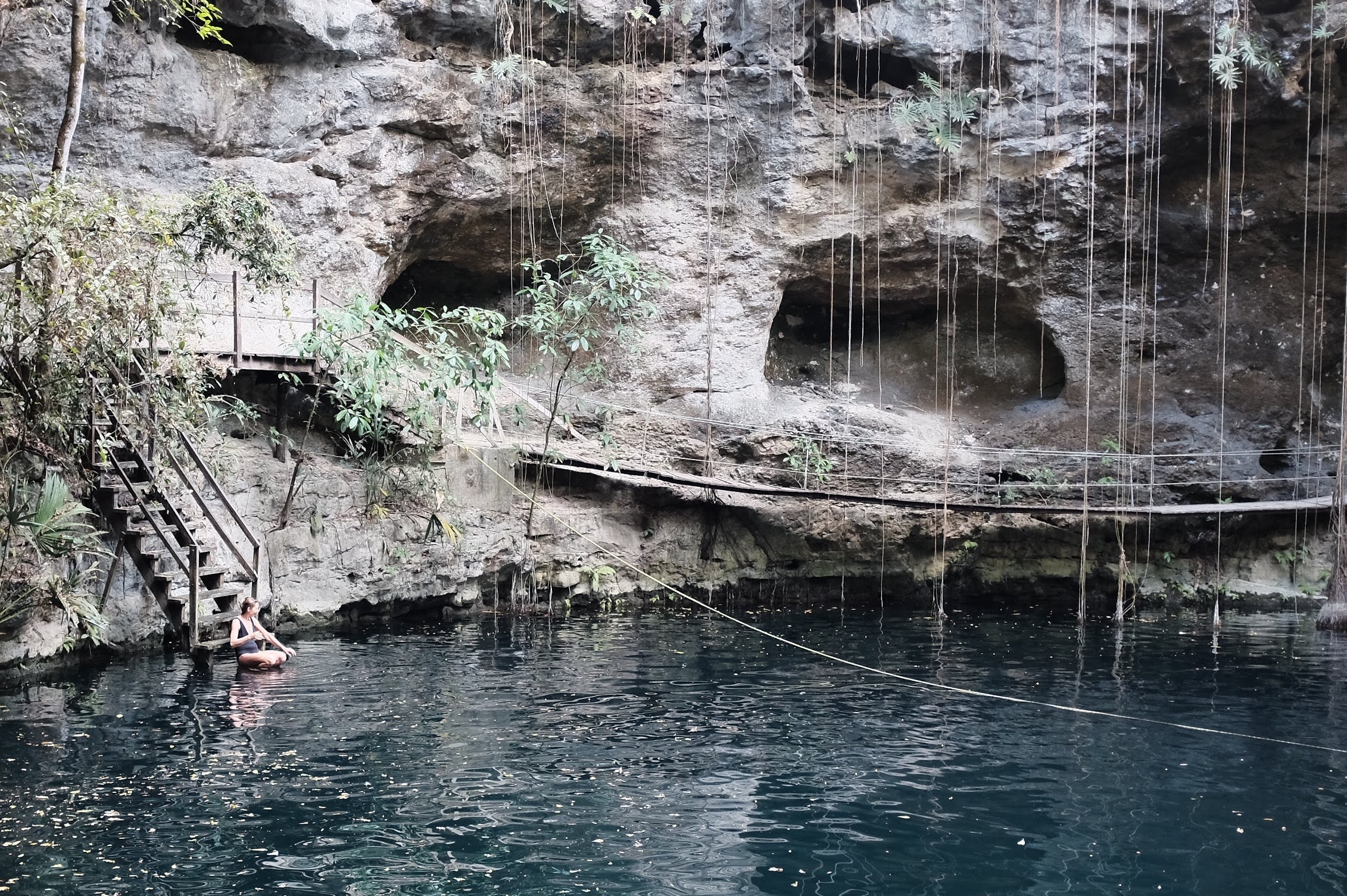
Сенот в Эк-Баламе
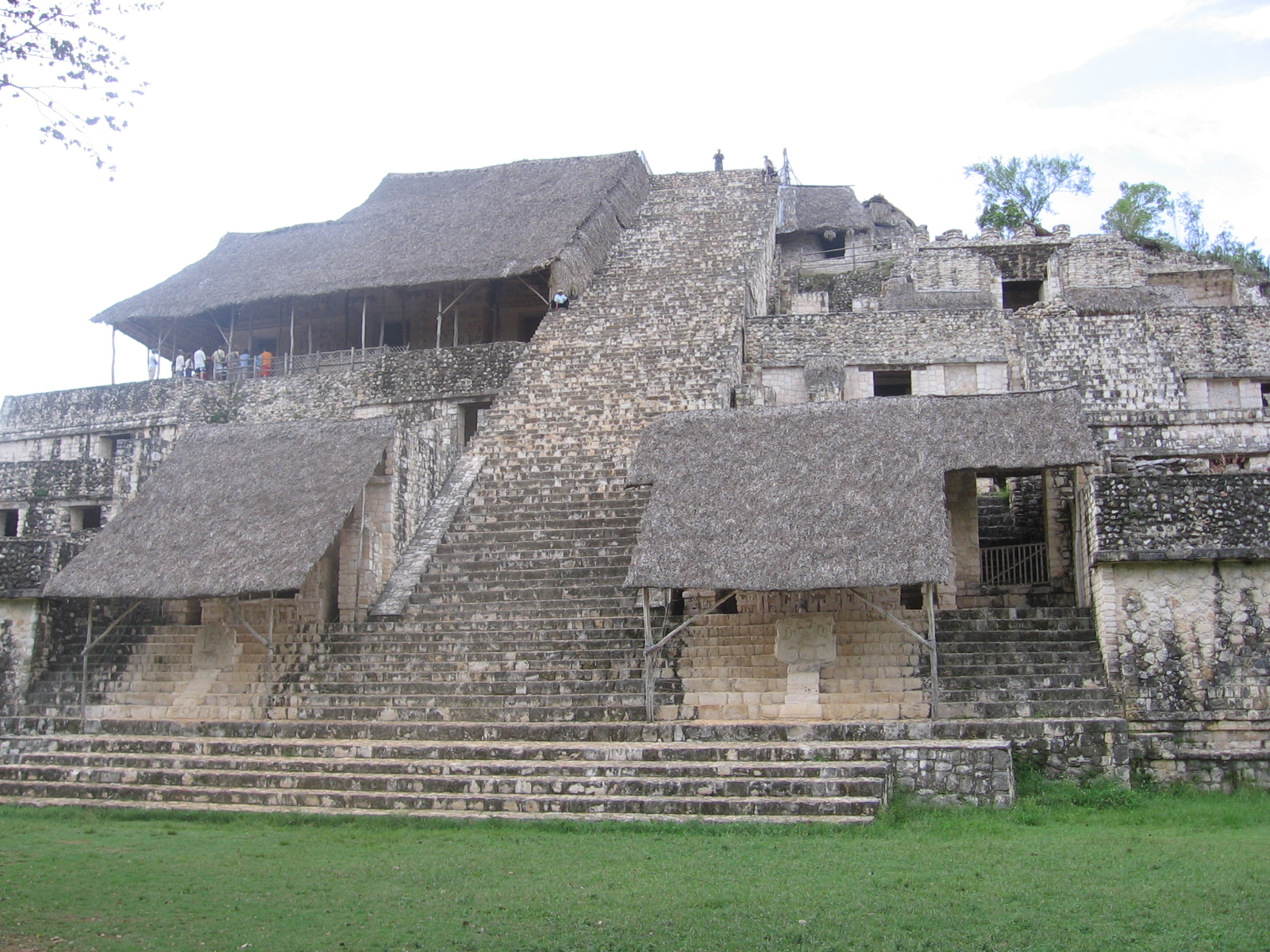
Строения в Эк-Баламе